# Maccagnia
Maccagnia is een monotypisch geslacht van schimmels behorend tot de familie Hydnangiaceae. Het geslacht bevat alleen Maccagnia carnica.